# Генрих XIX

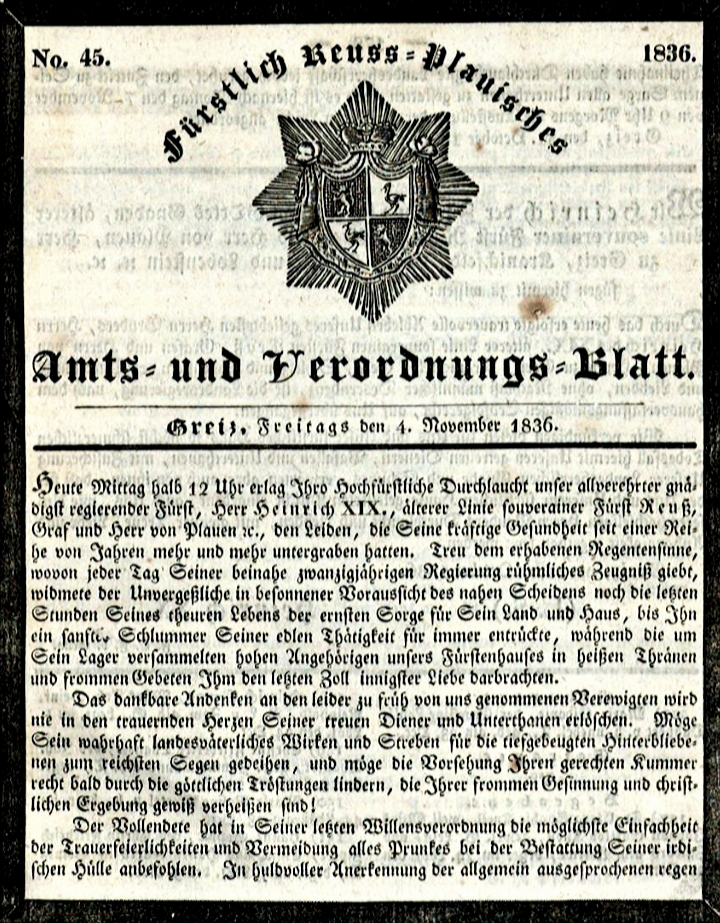
Некролог князя Генриха XIX.

Генрих XIX (нем. Heinrich XIX; 1 марта 1790, Оффенбах — 31 октября 1836, Грайц) — имперский князь из дома Рейсс, правитель княжества Рейсс старшей линии в 1817—1836 годах.

## Биография
Генрих ХIХ был сыном князя Генриха XIII из старшей линии дома Рейсс и его жены княгини Луизы (1765—1837), дочери князя Карла Кристиана Нассау-Вайльбургского. Он наследовал своему отцу в 1817 году.
В 1819 году Генрих поручил мастеру-строителю Вильгельму Пёлю построить напротив Нижнего замка так называемые «Старые часы», в которых до 1918 года размещалась стража замка.
Генрих ХIХ женился 7 января 1822 года в Праге на княжне Гаспарине (1798—1871), дочери князя Карла де Роган-Рошфор. В её честь муж воздвиг храм Гаспарина на Александриненберге в Грайце. Поскольку его жена была католичкой, принц приказал превратить построенную его дедом «Фарфоровую ротонду» в Грайцпарке в католическую часовню. Княгиня Гаспарина основала католическую общину в Грайце.
Генрих ХIХ умер в 1836 году, так как у него не было сыновей, то ему наследовал его младший брат Генрих XX.

## Дети
- Луиза Каролина (1822—1875) в первом браке жена князя Эдуарда Саксен-Альтенбургского, во втором браке жена князя Генриха IV Рейсс-Кёстрицкого
- Елизавета Генриетта (1824—1861) жена князя Карла Эгона III Фюрстенбергского (1820—1892)